# Alberto Valentini
Alberto Valentini (Roma, 31 gennaio 1903 – ...) è stato un dirigente sportivo italiano operante nel mondo del calcio.
Formatosi all'attività direttiva nel Comitato ULIC Romano, del Direttorio Laziale e in seguito nel Direttorio XI Zona del Lazio, nel 1945 fu eletto alla presidenza della Lega Nazionale Centro-Sud, organo deputato alla gestione dei campionati nazionali nel centro-meridione per la singola stagione sportiva 1945-1946. 
Seguì il presidente della FIGC Ottorino Barassi quale segretario della Federazione nella trasferta in Brasile per il campionato mondiale di calcio 1950  a cui partecipò la Nazionale italiana.
Alla completa riunificazione delle cariche federali nel 1946, fu scelto come Segretario della FIGC, compito cui assolse fino al 1955 sotto la presidenza di Ottorino Barassi.
Nella stagione calcistica 1955-1956, Valentini ricoprì le cariche di direttore sportivo ed accompagnatore ufficiale della Lazio e successivamente fu chiamato dall'Inter per affidargli il ruolo di direttore generale.
Entrato nel movimento calcistico femminile nel 1970 alla costituzione della federazione romana F.F.I.G.C., ricoprì il ruolo di addetto stampa fino al 1972 facendo pubblicare i risultati settimanali su La gazzetta dello sport e sul Corriere dello Sport. 